# Janet Maslin
Janet R. Maslin (12 de agosto de 1949) es una periodista estadounidense, reconocida por su trabajo como crítica literaria y de cine para el periódico The New York Times. Trabajó en el Times entre 1977 y 1999.

## Biografía
Maslin se graduó en artes en la Universidad de Rochester en 1970. Inició su carrera como crítica de música rock para The Boston Phoenix y Rolling Stone. Trabajó con The New York Times entre 1977 y 1999. Su carrera como crítica de cine, incluyendo su incursión en el cine independiente estadounidense, es discutida en el documental For the Love of Movies: The Story of American Film Criticism (2009). En dicha película, la crítica de Entertainment Weekly Lisa Schwarzbaum revela su emoción porque una mujer sea la crítica líder en The New York Times.
Maslin continúa realizando críticas de libros para la página web de The New York Times. Su ensayo de 2011 relacionado con las memorias de la novelista Joyce Carol Oates, A Widow's Story, fue ampliamente discutido y generó gran controversia.